# Raspberry Pi
El Raspberry Pi és un ordinador monoplaca, placa única, placa reduïda o SBC (acrònim en anglès de Single-Board Computer) de baix cost desenvolupat al Regne Unit per la Fundació Raspberry Pi.
L'objectiu principal d'aquest disseny és estimular l'ensenyament de les ciències de la computació a les escoles. No obstant, el model original també es va popularitzar inesperadament com a plataforma per a dissenys d'aficionats i per a usos informàtics generals. Els primers models es van començar a comercialitzar el febrer de 2012.
El model bàsic de Raspberry Pi 5 no inclou cap tipus de perifèric —és a dir, ni teclat ni ratolí— ni tampoc carcassa. Tanmateix, es venen accessoris dissenyats específicament per a aquests computadors.

## Sistema operatiu
El sistema operatiu oficial és una versió personalitzada de Debian anomenada Raspberry Pi OS, de codi obert.
La fundació dona suport per a descàrregues de diferents distribucions Linux adaptades a l'arquitectura ARM: Raspberry Pi OS (derivat de Debian), RISC OS 5, Arch Linux ARM (derivat d'Arch Linux) i Pidora (derivat de Fedora).

## Organització empresarial de Raspberry Pi
L'organització darrere de la Raspberry Pi té dues branques. Els primers models foren desenvolupats per la Raspberry Pi Foundation, però després de llançar el Model B de Raspberry Pi 1, la fundació va crear l'empresa Raspberry Pi Trading, amb Eben Upton com a CEO, per desenvolupar el tercer model, el Raspberry Pi Model 1 B+. A partir d'aquest moment, Raspberry Pi Trading quedà com la responsable de desenvolupar la tecnologia mentre que Raspberry Pi Foundation s'ocupà de l'objectiu educatiu.

## Evolució del producte
La segona versió de Raspberry Pi, Raspberry B+, es va anunciar el juliol de 2014. Tot mantenint el mateix processador, incorporà diverses millores en els seus connectors i un menor consum energètic. Raspberry Pi 3, s'anuncià el 2 de febrer de 2016 i comptà amb un processador fins a 10 vegades més ràpid que la Raspberry Pi original, connectivitat de xarxa sense fil i Bluetooth 4.1 a més d'un GB de memòria RAM.
La darrera versió del computador, Raspberry Pi 5, fou presentat l'octubre de 2023 i compta amb un processador fins a tres cops més ràpid que el seu antecessor, un connector PCIe, un RTC i fins a 16 GB de memòria RAM.
La majoria de Raspberry Pi són fabricades a una fàbrica de Sony a Pencoed, Gal·les. Algunes també han estat fabricades a països asiàtics com la Xina o el Japó.

## Especificacions tècniques
|                               | Model A                                                                       | Model A                                                                        | Model A                                                                        | Model B                                                                        | Model B                                                                        | Model B                                                                       | Model B                                                                       | Model B                                                                       |                                                                           | Zero                                            | Zero                                            | Zero                                                  |
| Generació                     | 1                                                                             | 1+                                                                             | 3+                                                                             | 1                                                                              | 1+                                                                             | 2                                                                             | 3                                                                             | 3+                                                                            | 4                                                                         | PCB 1.2 i PCB 1.3                               | W (wireless)                                    | 2 W                                                   |
| ----------------------------- | ----------------------------------------------------------------------------- | ------------------------------------------------------------------------------ | ------------------------------------------------------------------------------ | ------------------------------------------------------------------------------ | ------------------------------------------------------------------------------ | ----------------------------------------------------------------------------- | ----------------------------------------------------------------------------- | ----------------------------------------------------------------------------- | ------------------------------------------------------------------------- | ----------------------------------------------- | ----------------------------------------------- | ----------------------------------------------------- |
| Preu:                         | 25 $                                                                          | 20 $                                                                           | 25 $                                                                           | 35 $                                                                           | 35 $                                                                           | 35 $                                                                          | 35 $                                                                          | 35 $                                                                          | 35/45/55 $                                                                | 5 $                                             | 10 $                                            | 15 $                                                  |
| Arquitectura                  | ARMv6Z (32-bit)                                                               | ARMv6Z (32-bit)                                                                | 64 bit                                                                         | ARMv6Z (32-bit)                                                                | ARMv6Z (32-bit)                                                                | ARMv7-A(32-bit)                                                               | ARMv8-A (64/32-bit)                                                           | ARMv8-A (64/32-bit)                                                           | ARMv8-A (64/32-bit)                                                       | ARMv6Z (32-bit)                                 | ARMv6Z (32-bit)                                 | ARMv8-A (64/32-bit)                                   |
| SoC:                          | Broadcom BCM2835 (CPU + GPU + processador de senyals digitals + SDRAM)        | Broadcom BCM2835 (CPU + GPU + processador de senyals digitals + SDRAM)         | Broadcom BCM2837B0                                                             | Broadcom BCM2835 (CPU + GPU + processador de senyals digitals + SDRAM)         | Broadcom BCM2835 (CPU + GPU + processador de senyals digitals + SDRAM)         | Broadcom BCM2836                                                              | Broadcom BCM2837                                                              | Broadcom BCM2837B0                                                            | Broadcom BCM2711                                                          | Broadcom BCM2835                                | Broadcom BCM2835                                | Broadcom BCM2710A1                                    |
| CPU:                          | ARMv6k de un sol nucli a 700 MHz                                              | ARMv6k de un sol nucli a 700 MHz                                               | 4× Cortex-A531.4 GHz                                                           | ARMv6k de un sol nucli a 700 MHz                                               | ARMv6k de un sol nucli a 700 MHz                                               | ARMv7 de 4 nuclis a 900 MHz                                                   | ARM Cortex A53 64bit de 4 nuclis a 1,2 Ghz                                    | ARM Cortex A53 64bit de 4 nuclis a 1,4 Ghz                                    | 4× Cortex-A72 a 1.5 GHz                                                   | 1 GHz single-core ARM1176JZF-S                  | 1 GHz single-core ARM1176JZF-S                  | 4× Cortex-A53 1 GHz                                   |
| GPU:                          | Broadcom VideoCore IV, a 250 Mhz, OpenGL ES 2.0, descodificador 1080p30 H.264 | Broadcom VideoCore IV, a 250 Mhz, OpenGL ES 2.0, descodificador 1080p30 H.264  | Broadcom VideoCore IV, a 250 Mhz, OpenGL ES 2.0, descodificador 1080p30 H.264  | Broadcom VideoCore IV, a 250 Mhz, OpenGL ES 2.0, descodificador 1080p30 H.264  | Broadcom VideoCore IV, a 250 Mhz, OpenGL ES 2.0, descodificador 1080p30 H.264  | Broadcom VideoCore IV, a 250 Mhz, OpenGL ES 2.0, descodificador 1080p30 H.264 | Broadcom VideoCore IV, a 400 Mhz, OpenGL ES 2.0, descodificador 1080p30 H.264 | Broadcom VideoCore IV, a 400 Mhz, OpenGL ES 2.0, descodificador 1080p30 H.264 | Broadcom VideoCore VI                                                     | Broadcom VideoCore IV @ 250 MHz                 | Broadcom VideoCore IV @ 250 MHz                 | Broadcom VideoCore IV @ 400 MHz (Core) / 300 MHz (V3D |
| Memòria (SDRAM):              | 256 MiB (compartits amb la GPU)                                               | 512 MiB (compartits amb la GPU) per tots els models posteriors al maig de 2016 | 512 MiB (compartits amb la GPU) per tots els models posteriors al maig de 2016 | 512 MiB (compartits amb la GPU) per tots els models posteriors al maig de 2016 | 512 MiB (compartits amb la GPU) per tots els models posteriors al maig de 2016 | 1 GB                                                                          | 1 GB LPDDR2 (900 Mhz)                                                         | 1 GB LPDDR2 (900 Mhz)                                                         | 1/2/4 GB                                                                  | 512 MiB (compartits amb la GPU)                 | 512 MiB (compartits amb la GPU)                 | 512 MiB (compartits amb la GPU)                       |
| Ports USB 2.0:                | 1                                                                             | 1                                                                              |                                                                                | 2 (gràcies al hub USB integrat)                                                | 4                                                                              | 4                                                                             | 4                                                                             | 4                                                                             | 2                                                                         | 1 Micro-USB (direct del xip BCM2835)            | 1 Micro-USB (direct del xip BCM2835)            | 1 Micro-USB (direct del xip BCM2835)                  |
| Ports USB 3.0:                |                                                                               |                                                                                |                                                                                |                                                                                |                                                                                |                                                                               |                                                                               |                                                                               | 2                                                                         |                                                 |                                                 |                                                       |
| Sortida de vídeo:             | Connector RCA, HDMI                                                           | Connector RCA, HDMI                                                            | Connector RCA, HDMI                                                            | Connector RCA, HDMI                                                            | Connector RCA, HDMI                                                            | Connector RCA, HDMI                                                           | Connector RCA, HDMI                                                           | Connector RCA, HDMI                                                           | 2x HDMI (rev 2.0) via micro-HDMI                                          | Mini-HDMI, 1080p60                              | Mini-HDMI, 1080p60                              | Mini-HDMI, 1080p60                                    |
| Sortida d'àudio:              | connector de vídeo compost, connector 3,5 mm jack, HDMI                       | connector de vídeo compost, connector 3,5 mm jack, HDMI                        | connector de vídeo compost, connector 3,5 mm jack, HDMI                        | connector de vídeo compost, connector 3,5 mm jack, HDMI                        | connector jack de 3,5 mm i 4 pols per àudio i vídeo, HDMI (rev 1.3 & 1.4)      | connector jack de 3,5 mm i 4 pols per àudio i vídeo, HDMI (rev 1.3 & 1.4)     | connector jack de 3,5 mm i 4 pols per àudio i vídeo, HDMI (rev 1.3 & 1.4)     | connector jack de 3,5 mm i 4 pols per àudio i vídeo, HDMI (rev 1.3 & 1.4)     | connector jack de 3,5 mm i 4 pols per àudio i vídeo, HDMI (rev 1.3 & 1.4) | Mini-HDMI, àudio estèreo a través de PWM i GPIO | Mini-HDMI, àudio estèreo a través de PWM i GPIO |                                                       |
| Emmagatzematge integrat:      | SD / MMC / ranura per a SDIO                                                  | SD / MMC / ranura per a SDIO                                                   | SD / MMC / ranura per a SDIO                                                   | SD / MMC / ranura per a SDIO                                                   | microSD                                                                        | microSD                                                                       | microSD                                                                       | microSD                                                                       |                                                                           | MicroSDHC                                       | MicroSDHC                                       |                                                       |
| Connectivitat de xarxa:       | Cap                                                                           | Cap                                                                            |                                                                                | 10/100 Ethernet (RJ45)                                                         | 10/100 Ethernet (RJ45)                                                         | 10/100 Ethernet (RJ45)                                                        | 10/100 Ethernet (RJ45), 2,4 Ghz 802.11n Wireless, Bluetooth 4.1               | 10/100/1000 Ethernet (RJ45), 2,4/5 Ghz 802.11ac Wireless, Bluetooth 4.2       | 10/100/1000 Ethernet (RJ45), 2,4/5 Ghz 802.11ac Wireless, Bluetooth 5     |                                                 | ll:                                             |                                                       |
| Rellotge de temps real:       | Cap                                                                           | Cap                                                                            | Cap                                                                            | Cap                                                                            | Cap                                                                            | Cap                                                                           | Cap                                                                           | Cap                                                                           |                                                                           | Cap                                             | Cap                                             |                                                       |
| Consum energètic:             | 300 mA (1.5 W)                                                                | 200 mA (1 W)                                                                   |                                                                                | 700 mA, (3.5 W)                                                                | 600 mA (3.0 W)                                                                 | 600 mA (3.0 W)                                                                | 1,2 A (3,8 W)                                                                 |                                                                               |                                                                           | 350 mA (1.75 W)                                 | 350 mA (1.75 W)                                 |                                                       |
| Font d'alimentació:           | 5 V via Micro-USB o GPIO header                                               | 5 V via Micro-USB o GPIO header                                                | 5 V via Micro-USB o GPIO header                                                | 5 V via Micro-USB o GPIO header                                                | 5 V via Micro-USB o GPIO header                                                | 5 V via Micro-USB o GPIO header                                               | 5 V via Micro-USB o GPIO header                                               | 5 V via Micro-USB o GPIO header                                               | 5 V via Micro-USB o GPIO header                                           | 5 V via Micro-USB o GPIO header                 | 5 V via Micro-USB o GPIO header                 |                                                       |
| Dimensions:                   | 85,60mm × 53,98mm × 17 mm (3,370 × 2,125 polsades)                            | 85,60mm × 53,98mm × 17 mm (3,370 × 2,125 polsades)                             | 85,60mm × 53,98mm × 17 mm (3,370 × 2,125 polsades)                             | 85,60mm × 53,98mm × 17 mm (3,370 × 2,125 polsades)                             | 85 mm × 56 mm × 17 mm                                                          | 85 mm × 56 mm × 17 mm                                                         | 85 mm × 56 mm × 17 mm                                                         | 85 mm × 56 mm × 17 mm                                                         | 85 mm × 56 mm × 17 mm                                                     | 65 mm × 30 mm × 5 mm                            | 65 mm × 30 mm × 5 mm                            | 65 mm × 30 mm × 5 mm                                  |
| Sistemes operatius suportats: | Debian GNU/Linux, Fedora, Arch Linux                                          | Debian GNU/Linux, Fedora, Arch Linux                                           | Debian GNU/Linux, Fedora, Arch Linux                                           | Debian GNU/Linux, Fedora, Arch Linux                                           | Debian GNU/Linux, Fedora, Arch Linux                                           | Debian GNU/Linux, Fedora, Arch Linux, Windows 10 IoT                          | Debian GNU/Linux, Fedora, Arch Linux, Windows 10 IoT                          | Debian GNU/Linux, Fedora, Arch Linux, Windows 10 IoT                          |                                                                           | Debian GNU/Linux, Fedora, Arch Linux            | Debian GNU/Linux, Fedora, Arch Linux            | Debian GNU/Linux, Fedora, Arch Linux                  |

Models amb microcontrolador fabricat per la Fundació Raspberry Pi :
| Família           | Model | SoC    | Memòria              | Mida                 | Ethernet | Wi-Fi       | GPIO   | Any sortida | Preu  |
| Raspberry Pi Pico | N/A   | RP2040 | RAM 264 KB FLASH 2MB | Pico (21 mm × 51 mm) | No       | No          | 40-pin | 2021        | < 1 $ |
| Raspberry Pi Pico | W     | RP2040 | RAM 264 KB FLASH 2MB | Pico (21 mm × 51 mm) | No       | Sí (2,4GHz) | 40-pin | 2022        | 6 $   |

### Pi Zero

Localització dels connectors i dels principals circuits integrats

## Connectors
| - Localització dels connectors i dels principals circuits integrats - Localització dels connectors i dels principals circuits integrats Pi 1 Model A - Localització dels connectors i dels principals circuits integrats a la Raspberry Pi 1 Model A+ revisió 1.1 | - Localització dels connectors i dels principals circuits integrats a la Raspberry Pi 1 Model B revisió 1.2 - Localització dels connectors i dels principals circuits integrats a la Raspberry Pi 1 Model B+ revisió 1.2 i Raspberry Pi 2 - Localització dels connectors i dels principals circuits integrats a la Raspberry Pi 3 - Localització dels connectors i dels principals circuits integrats a la Raspberry Pi 3+ - Localització dels connectors i dels principals circuits integrats a la Raspberry Pi 4 |  |

### Model A

Localització dels connectors i dels principals circuits integrats Pi 1 Model A
Localització dels connectors i dels principals circuits integrats a la Raspberry Pi 1 Model A+ revisió 1.1

### Model B

Localització dels connectors i dels principals circuits integrats a la Raspberry Pi 1 Model B revisió 1.2
Localització dels connectors i dels principals circuits integrats a la Raspberry Pi 1 Model B+ revisió 1.2 i Raspberry Pi 2
Localització dels connectors i dels principals circuits integrats a la Raspberry Pi 3
Localització dels connectors i dels principals circuits integrats a la Raspberry Pi 3+
Localització dels connectors i dels principals circuits integrats a la Raspberry Pi 4

## Denominació i antecedents
"Model A" i "Model B" són referències culturals als models originals de l'ordinador educatiu britànic BBC Micro, desenvolupat per Acorn Computers qui originalment desenvolupa la família de processadors d'Advanced RISC Machines.

## Comparació de models
| Família           | Model | SoC            | Memòria | Factor de forma | Data sortida |
| Raspberry Pi      | B     | BCM2835        | 256 MB  | Estàndard       | 2012         |
| Raspberry Pi      | B     | BCM2835        | 512 MB  | Estàndard       | 2012         |
| Raspberry Pi      | A     | BCM2835        | 256 MB  | Estàndard       | 2013         |
| Raspberry Pi      | B+    | BCM2835        | 512 MB  | Estàndard       | 2014         |
| Raspberry Pi      | A+    | BCM2835        | 512 MB  | Compacte        | 2014         |
| Raspberry Pi 2    | B     | BCM2836/7      | 1 GB    | Estàndard       | 2015         |
| Raspberry Pi Zero | Zero  | BCM2835        | 512 MB  | Ultracompacte   | 2015         |
| Raspberry Pi Zero | W/WH  | BCM2835        | 512 MB  | Ultracompacte   | 2017         |
| Raspberry Pi Zero | 2 W   | BCM2710A1      | 512 MB  | Ultracompacte   | 2021         |
| Raspberry Pi 3    | B     | BCM2837A0 / B0 | 1 GB    | Estàndard       | 2016         |
| Raspberry Pi 3    | A+    | BCM2837B0      | 512 MB  | Compacte        | 2018         |
| Raspberry Pi 3    | B+    | BCM2837B0      | 1 GB    | Estàndard       | 2018         |
| Raspberry Pi 4    | B     | BCM2711        | 1 GB    | Estàndard       | 2019         |
| Raspberry Pi 4    | B     | BCM2711        | 1 GB    | Estàndard       | 2021         |
| Raspberry Pi 4    | B     | BCM2711        | 2 GB    | Estàndard       | 2019         |
| Raspberry Pi 4    | B     | BCM2711        | 4GB     | Estàndard       | 2019         |
| Raspberry Pi 4    | B     | BCM2711        | 8 GB    | Estàndard       | 2020         |
| Raspberry Pi 4    | 400   | BCM2711        | 4GB     | Teclat          | 2020         |
| Raspberry Pi Pico | Pico  | RP2040         | 264 KB  | Pico            | 2021         |
| Raspberry Pi Pico | W     | RP2040         | 264 KB  | Pico            | 2022         |
| Raspberry Pi 5    | -     | BCM2712        | 4GB     | Estàndard       | 2023         |
| Raspberry Pi 5    | -     | BCM2712        | 8 GB    | Estàndard       | 2023         |
| Raspberry Pi 5    | -     | BCM2712        | 16 GB   | Estàndard       | 2023         |